# Euphorbia dhofarensis
Euphorbia dhofarensis ist eine Pflanzenart aus der Gattung Wolfsmilch (Euphorbia) in der Familie der Wolfsmilchgewächse (Euphorbiaceae).

## Beschreibung
Die sukkulente Euphorbia dhofarensis bildet reich verzweigte Sträucher mit einer Wuchshöhe bis 50 Zentimeter aus. Die zylindrischen Triebe erreichen 5 bis 10 Millimeter im Durchmesser und besitzen hervortretende Blattnarben, die spiralig am Trieb angeordnet sind. Die lanzettlichen und vergänglichen Blätter werden etwa 5 Millimeter lang und 2 Millimeter breit. Die Nebenblätter sind als große, knopfähnliche Drüsen ausgebildet.
Der Blütenstand erscheint endständig am Trieb und bildet eine ein- bis mehrfach gegabelte Cyme. Die eiförmigen Tragblätter werden 3 Millimeter lang und 1,5 Millimeter breit. Die rötlichen Cyathien erreichen etwa 4 Millimeter im Durchmesser. Die elliptischen Nektardrüsen sind rot und stehen einzeln. Die nahezu kugelförmige Frucht wird 7 Millimeter groß und steht an einem 1 Millimeter langen Stiel. Der konische Samen wird 4 Millimeter lang und 3 Millimeter breit. Er hat eine fein runzelige Oberfläche und ist rötlich braun gefärbt.

## Verbreitung und Systematik
Euphorbia dhofarensis ist in steinhaltigen Wadis im Süden des Oman im Gouvernement Dhofar in Höhenlagen von 50 bis 650 Meter verbreitet.
Euphorbia dhofarensis gehört zur Sektion Balsamis der Untergattung Athymalus. Die Erstbeschreibung der Art erfolgte 1992 durch Susan Carter Holmes.